# Вилфан, Драшко
Драшко Вилфан (словен. Draško Vilfan, 4 февраля 1914, Триест, Австро-Венгрия — 7 мая 1996, Любляна, Словения) — югославский пловец, учёный-медик. Участник летних Олимпийских игр 1936 года.

## Биография
Драшко Вилфан родился 4 февраля 1914 года в австро-венгерском городе Триест (сейчас в Италии). По национальности словенец.

### Учёба и участие в войне
В 1924 году окончил начальную школу в Кране, затем учился в средней школе в Кране и Любляне. В 1939 году завершил образование в Вене, где изучал медицину. В 1940—1944 годах работал в Белграде в области акушерства и гинекологии.
В 1944—1945 годах участвовал в освобождении Югославии от немецких захватчиков.

### Медицинская карьера
В 1946 году сдал в Любляне экзамен на степень специалиста, в 1947 году стал ассистентом, в 1956 году — доцентом, в 1972 году — профессором. В 1971 году защитил докторскую диссертацию по теме «Объективизация и количественная оценка работы в области здравоохранения». В 1973—1980 годах руководил клиникой гинекологии и акушерства в Любляне. С 1977 года был профессором медицинского факультета Люблянского университета.

### Спортивная карьера
Занимался плаванием, был одним из сильнейших пловцов Югославии 30-х годов. Восемь раз выигрывал чемпионат страны — на 100-метровке вольным стилем (1933, 1936), на 100-метровке на спине (1932—1933, 1935—1936), смешанных эстафетах 4х200 метров (1935) и 3х100 метров (1936).
В 1936 году побил рекорды Югославии на дистанции 100 метров вольным стилем (1 минута 0,2 секунды) и 100 метров на спине (1.11,2).
В 1936 году вошёл в состав сборной Югославии на летних Олимпийских играх в Берлине. Выступал в трёх дисциплинах плавания.
На дистанции 100 метров вольным стилем выиграл четвертьфинальный заплыв (1.00,5), а в полуфинале с тем же результатом поделил 5-7-е места, уступив 1,8 секунды худшему из пробившихся в финал Гельмуту Фишеру из Германии.
На дистанции 100 метров на спине занял 3-е место в четвертьфинальном заплыве с результатом 1.11,7. В полуфинале занял 6-е место (1.13,3), уступив 3,4 секунды худшему из пробившихся в финал Ясухико Кодзиме из Японии.
В эстафете 4х200 метров вольным стилем сборная Югославии, за которую также выступали Токо Гаццари, Змай Дефилипис и Тоне Церер, заняла 4-е место в полуфинальном заплыве (9.40,3), уступив 5 секунд худшей из квалифицировавшихся в финал сборной Швеции.
Умер 7 мая 1996 года в Любляне.